# Bashir Humphreys
Bashir Humphreys (sinh ngày 15 tháng 3 năm 2003) là một cầu thủ bóng đá chuyên nghiệp người Anh hiện đang thi đấu ở vị trí trung vệ cho câu lạc bộ EFL Championship Swansea City theo dạng cho mượn từ câu lạc bộ Premier League Chelsea.

## Thống kê sự nghiệp

### Câu lạc bộ
Tính đến 27 tháng 12 năm 2022
| CLB            | Mùa giải       | Giải quốc gia  | Giải quốc gia | Giải quốc gia | FA Cup | FA Cup | EFL Cup | EFL Cup | Châu Âu | Châu Âu | Khác | Khác | Tổng | Tổng |
| CLB            | Mùa giải       | Hạng           | Trận          | Bàn           | Trận   | Bàn    | Trận    | Bàn     | Trận    | Bàn     | Trận | Bàn  | Trận | Bàn  |
| -------------- | -------------- | -------------- | ------------- | ------------- | ------ | ------ | ------- | ------- | ------- | ------- | ---- | ---- | ---- | ---- |
| U23 Chelsea    | 2021–22        | —              | —             | —             | —      | —      | —       | —       | —       | —       | 1    | 0    | 1    | 0    |
| U23 Chelsea    | 2022–23        | —              | —             | —             | —      | —      | —       | —       | —       | —       | 3    | 0    | 3    | 0    |
| Chelsea        | 2022–23        | Premier League | 0             | 0             | 1      | 0      | 0       | 0       | 0       | 0       | 0    | 0    | 0    | 0    |
| Toàn sự nghiệp | Toàn sự nghiệp | Toàn sự nghiệp | 0             | 0             | 0      | 0      | 0       | 0       | 0       | 0       | 4    | 0    | 4    | 0    |

1. 1 2  Trận đấu tại EFL Trophy